# Raffadali
Raffadali település Olaszországban, Szicília régióban, Agrigento megyében. Lakosainak száma 12 008 fő (2023. január 1.). Raffadali Agrigento, Joppolo Giancaxio, Sant'Angelo Muxaro és Santa Elisabetta községekkel határos.

## Népesség
A település lakossága az elmúlt években az alábbi módon változott:
| Lakosok száma | 12 737 | 12 650 | 12 008 |
|               | 2017   | 2018   | 2023   |